# Marc Antoine Jourdan
Pour les articles homonymes, voir Jourdan.
Marc Antoine Jourdan est un homme politique français né le 16 août 1798 à Anjou (Isère) et décédé le 23 juillet 1847 à Paris.
Propriétaire, maire d'Agnin, il est député de l'Isère de 1846 à 1847, siégeant dans la majorité soutenant les gouvernements de la Monarchie de Juillet. 
Il est le père de Charles Jourdan.

## Sources
- « Marc Antoine Jourdan », dans Adolphe Robert et Gaston Cougny, Dictionnaire des parlementaires français, Edgar Bourloton, 1889-1891 [détail de l’édition]